# Боньча-Томашевский, Дызма
Дызма Боньча-Томашевский (пол. Dyzma Bończa-Tomaszewski; 1 января 1749, Сандомир — 1825, Поповка, ныне Украина) — польский поэт, писатель
, драматург, переводчик, журналист, мемуарист, политический деятель.

## Биография

Герб Боньча

Шляхтич герба Боньча. Обучался у иезуитов в Сандомире. Вскоре после этого, благодаря усилиям своего дяди, получил место стажёра в королевской канцелярии.
Участник Барской и Тарговицкой конфедераций. Во времена Барской конфедерации отказался от службы при королевском дворе, поддерживал конфедератов, сражаясь в их рядах в чине капитана кавалерии в отряде Ш. Ф. Дюмурье. В мае 1771 года был ранен в битве под Ланцкороной, попал в плен. Освобожденный благодаря заступничеству Станислава Августа Понятовского, вернулся на королевскую службу. Через несколько месяцев (1772) отправился в Санкт-Петербург секретарём польского посольства. В 1818 году получил звание почётного члена Виленского университета.
Сторонник Станислава Щенсного Потоцкого.

## Творчество
Дебютировал комедией «Женитьба в разводе» («Malżeństwo w rozwodzie»), поставленной в Варшаве в 1781 году. Кроме нескольких политических брошюр, написал несколько комедий в стихах и несколько больших стихотворений: «Malżeństwo w rozwodzie» (Варш., 1781, комедия); «Rolnictwo» (Краков, 1802, поэма); «Pierwsza miłość» (там же, 1805, комедия); «Jagiellonida czyli polączenie Litwy z Polską» (Бердичев, 1808, поэма). Эти и другие его произведения напечатаны вместе под заглавием: «Pisma wierszem и prozą» (Варшава, 1822).
Переводил с французского (Делиль, Руссо и др.), английского (Поуп, Макферсон), немецкого (Шиллер), латинского (Цицерон , Гораций), греческого (Сафо), итальянского (Петрарка).
Как классик, подвергался резким нападкам со стороны романтиков, в том числе Адама Мицкевича.